# Teoría del granjero y el cazador
La Teoría del cazador y el granjero es una hipótesis propuesta por Thom Hartmann sobre los orígenes del trastorno por déficit de atención con hiperactividad (TDAH), que afirma que dicho trastorno puede provenir del comportamiento adaptativo o evolutivo. Hartmann indica que durante muchos miles de años la mayor parte de la población eran recolectores y cazadores nómadas, pero que esta pauta gradualmente fue cambiando, ya que la agricultura se comenzó a desarrollar en la mayor parte de las sociedades, y la mayoría de la población del mundo se convirtió "recientemente" en agricultora. Durante los últimos 3 milenios, la mayor parte de la humanidad desarrolló el cultivo de la tierra, pero las personas con TDAH conservaron trazas de comportamiento "cazador".
Por tanto quienes sean diagnosticados con el (TDAH) son personas que tienen mayor habilidad en situaciones de riesgo o cercanas a la labor cotidiana de la caza. Este tipo de entorno es usual en el mundo de la ciencia innovadora y la informática, donde las ideas que se arriesgan a la vanguardia, pueden sufrir la desaprobación o ganar el reconocimiento por un nuevo descubrimiento o creación.
Un componente clave de la teoría es el concepto llamado hiperconcentración (del inglés hyperfocus), que supone una transformación del trastorno en una cierta ventaja en el ámbito de la caza. Se argumenta que en las culturas cazadoras-recolectoras que precedieron a las sociedades neolíticas cultivadoras, quienes se dedicaban a la caza (sobre todo hombres) requerían poseer mayor hiperconcentración que los recolectores (en su mayoría mujeres). Hartmann especula que esta diferencia sexual se refleja en el hecho de que el TDAH es diagnosticado 3 veces más en hombres que en mujeres.

## Más lecturas
- Hartmann, Thom "Attention Deficit Disorder, A Different Perception" Subtitulado "A Hunter in a Farmers World". (en inglés)

- Datos: Q2039330